# Dekýš
Dekýš este o comună slovacă, aflată în districtul Banská Štiavnica din regiunea Banská Bystrica. Localitatea se află la altitudinea de 471 m deasupra n.m., se întinde pe o suprafață de 17,82 km2 și în 2017 număra 192 de locuitori.

## Istoric
Localitatea Dekýš este atestată documentar din 1270.

## Demografie
| An:                | 1994 | 2004   | 2014    | 2024   |
| ------------------ | ---- | ------ | ------- | ------ |
| Număr de persoane: | 261  | 240    | 202     | 186    |
| Diferență:         |      | −8,04% | −15,83% | −7,92% |

| An:                | 2023 | 2024 |
| ------------------ | ---- | ---- |
| Număr de persoane: | 186  | 186  |
| Diferență:         |      | +0%  |